# Cuchery
Cuchery é uma comuna francesa na região administrativa do Grande Leste, no departamento de Marne. Estende-se por uma área de 7.03 km², e possui 406 habitantes, segundo o censo de 2018, com uma densidade de 58 hab/km².